# Rhinolophus mehelyi
Espèce
Répartition géographique
Statut de conservation UICN

 VU A4c : Vulnérable
Le Rhinolop de Mehely (Rhinolophus mehelyi) est une espèce de chauve-souris de la famille des Rhinolophidae.

## Description
Le Rhinolophe de Méhely a un "Fer à cheval" et des lèvres de couleurs chair pâle. Les "lunettes" sont typiques composées de poils brun grisé autour des yeux.
Il est de taille moyenne. Le "fer à cheval", les oreilles et les membranes alaires sont de couleurs brun grisé. Son pelage est épais, et son dos brun grisé également. Le ventre est presque blanc avec des contours nets.
- Longueur tête corps : 5,5 - 6,4 cm
- Longueur de la queue : 2,4 - 2,9 cm
- Longueur de l'avant bras : 5 - 5,5 cm
- Envergure : 33 - 34 cm
- Poids : 10 - 18 g
- Ultrason : 105 à 112 kHz
- Dentition : 32 dents
- Reproduction : temps de gestation 73 jours
- Longévité : 12 ans

## Répartition
Répandu dans le bassin méditerranéen, mais son aire ne va pas aussi loin vers le nord que celle du Rhinolophe euryale.
- Répartition : Sicile et la Sardaigne, extrêmement rare dans le sud de la France, Roumanie, Balkans, péninsule ibérique, Bulgarie, Turquie, Iran, Afrique du nord

Cette espèce méditerranéenne, à la répartition morcelée du Portugal à l’Iran, est connue en France depuis 1908. En Provence, l’espèce n’a été rencontrée que dans les Bouches-du-Rhône : la première observation d’une colonie date de 1958 aux Baux-de-Provence, suivie d’autres à Istres puis dans différents sites des Alpilles (13). Depuis, l’espèce n’a plus jamais été observée en Provence Alpes Côte d'Azur. En France, seule une petite population serait encore présente dans le Languedoc-Roussillon. La cause principale de sa disparition semble être le dérangement ou la destruction de ses grottes de reproduction et d’hibernation.

## Mœurs et habitat
Les individus s'envolent au crépuscule. Il hiberne en hiver mais s'active très tôt au printemps. Ses quartiers d'été et d'hiver sont dans des grottes de la région karstiques. En hibernation il se retrouve souvent en mixité avec d'autres espèces, tels que d'autres Rhinolophes, des Petits murins et des Minioptères de Schreibers. Il se pend isolément et librement à des voûtes. Lors de la reproduction, des colonies de 20 à 200 individus se forment en mixité avec les espèces citées précédemment. La maturité sexuelle est atteinte vers 2-3 ans. La femelle met bas d'un jeune entre juin et juillet. Dès la seconde moitié de juillet, les jeunes sont indépendants.
Il chasse des papillons de nuit et d'autres insectes (Lépidoptères nocturnes, des Hannetons de la Saint-Jean, des Tipules du chou et d'autres Diptères, Libellules, Cicadelles...) en volant au ras du sol (vol lent et précis). Mais il peut aussi capturer des proies au sol.
Il apprécie les climats chauds et essentiellement les basses altitudes (moins de 700 m). Il se retrouve souvent près des côtes ou des milieux humides, dans les zones semi-steppiques ou faiblement montagneuses à végétation xérophile. Cavernicole en estivage et en hibernation, l'espèce choisit essentiellement des grottes, des ruines, des caves, des mines dont elle colonise les zones les plus confinées.

## Menaces et protection
Le développement de la spéléologie de masse a retiré et retire encore, à certaines grottes, le calme nécessaire au maintien des colonies. Si, comme il est probable, le Rhinolphe de Méhély est une espèce liée aux paysages ouverts (steppes et garrigues pâturées), il est vraisemblable que sa raréfaction soit également due à la déprise agricole et à la fermeture du paysage. L’exode rural, qui a débuté à la fin du XIXe siècle dans le sud de la France, a en effet provoqué l'arrêt du pastoralisme, entrainant la disparition progressive des pelouses et prairies pâturées au profit des landes, garrigues et forêts.
Au niveau international cette espèce est protégée par la Convention de Berne (annexe II) relative à la conservation de la vie sauvage et du milieu naturel de l'Europe et la Convention de Bonn (annexe II) sur la conservation des espèces migratrices appartenant à la faune sauvage. Elle est également protégée par la Directive européenne dite Directive Habitats-Faune-Flore par l'annexe II concernant les espèces animales et végétales d'intérêt communautaire dont la conservation nécessite la désignation et par l'annexe IV concernant les espèces animales et végétales présentant un intérêt communautaire et nécessitant une protection stricte.
Au niveau nationale, cette espèce est protégée par l'Arrêté du 23 avril 2007 fixant la liste des mammifères terrestres protégés sur l'ensemble du territoire et les modalités de leur protection et par l'Arrêté du 09 juillet 1999 fixant la liste des espèces de vertébrés protégées menacées d'extinction en France et dont l'aire de répartition excède le territoire d'un département.